# Okręgowe rozgrywki w piłce nożnej woj. podlaskiego (2015/2016)
82. Edycja okręgowych rozgrywek w piłce nożnej województwa podlaskiego

Okręgowe rozgrywki w piłce nożnej województwa podlaskiego prowadzone są przez Podlaski Związek Piłki Nożnej, rozgrywane są w trzech ligach z podziałem na grupy. Najwyższym poziomem okręgowym jest IV liga, następnie Klasa Okręgowa (2 grupy) oraz Klasa A (2 grupy).
Mistrzostwo Okręgu zdobyła drużyna Ruchu Wysokie Mazowieckie.

Okręgowy Puchar Polski zdobyła drużyna ŁKS 1926 Łomża.
Drużyny z województwa podlaskiego występujące w centralnych i makroregionalnych poziomach rozgrywkowych:
- Ekstraklasa - Jagiellonia Białystok
- 1 Liga - Wigry Suwałki
- 2 Liga - Olimpia Zambrów
- 3 Liga, gr.I - Jagiellonia II Białystok, ŁKS 1926 Łomża, Wissa Szczuczyn, Warmia Grajewo, KS Wasilków.

| Rozgrywki                 | Poziomy rozgrywkowe w sezonie 2015/2016 | Poziomy rozgrywkowe w sezonie 2015/2016 | Poziomy rozgrywkowe w sezonie 2015/2016 | Poziomy rozgrywkowe w sezonie 2015/2016 | Poziomy rozgrywkowe w sezonie 2015/2016 |
| ------------------------- | --------------------------------------- | --------------------------------------- | --------------------------------------- | --------------------------------------- | --------------------------------------- |
| Centralne                 | I poziom ligowy                         | Ekstraklasa                             | Ekstraklasa                             | Ekstraklasa                             | Ekstraklasa                             |
| Centralne                 | II poziom ligowy                        | I Liga                                  | I Liga                                  | I Liga                                  | I Liga                                  |
| Centralne                 | III poziom ligowy                       | II Liga                                 | II Liga                                 | II Liga                                 | II Liga                                 |
| Makroregionalne           | IV poziom ligowy                        | III Liga - 8 grup                       | III Liga - 8 grup                       | III Liga - 8 grup                       | III Liga - 8 grup                       |
| Okręgowe (woj. podlaskie) | V poziom ligowy                         | IV Liga                                 | IV Liga                                 | IV Liga                                 | IV Liga                                 |
| Okręgowe (woj. podlaskie) | VI poziom ligowy                        | Klasa Okręgowa - gr.I                   | Klasa Okręgowa - gr.I                   | Klasa Okręgowa - gr.II                  | Klasa Okręgowa - gr.II                  |
| Okręgowe (woj. podlaskie) | VII poziom ligowy                       | Klasa A - gr.I                          | Klasa A - gr.I                          | Klasa A - gr.II                         | Klasa A - gr.II                         |

## IV Liga - V poziom rozgrywkowy
| Poz. | Drużyna                     | M  | Z  | R | P  | Bramki | Punkty |
| ---- | --------------------------- | -- | -- | - | -- | ------ | ------ |
| 1    | Ruch Wysokie Mazowieckie    | 34 | 27 | 3 | 4  | 117-33 | 84     |
| 2    | Tur Bielsk Podlaski         | 34 | 26 | 4 | 4  | 87-30  | 82     |
| 3    | KS Michałowo                | 34 | 21 | 4 | 9  | 53-34  | 67     |
| 4    | Dąb Dąbrowa Białostocka     | 34 | 20 | 3 | 11 | 66-47  | 63     |
| 5    | Hetman Tykocin              | 34 | 16 | 6 | 12 | 56-63  | 54     |
| 6    | Biebrza Goniądz             | 34 | 14 | 6 | 14 | 61-64  | 48     |
| 7    | Sparta 1951 Szepietowo      | 34 | 13 | 8 | 13 | 51-37  | 47     |
| 8    | Orzeł Kolno                 | 34 | 13 | 8 | 13 | 48-52  | 47     |
| 9    | Cresovia Siemiatycze        | 34 | 13 | 6 | 15 | 39-45  | 45     |
| 10   | Magnat Juchnowiec Kościelny | 34 | 13 | 6 | 15 | 51-54  | 45     |
| 11   | Pogoń Łapy                  | 34 | 12 | 8 | 14 | 62-56  | 44     |
| 12   | Puszcza Hajnówka            | 34 | 13 | 5 | 16 | 51-62  | 44     |
| 13   | Rudnia Zabłudów             | 34 | 12 | 7 | 15 | 55-68  | 43     |
| 14   | KS Śniadowo                 | 34 | 12 | 6 | 16 | 49-59  | 42     |
| 15   | LZS Narewka                 | 34 | 11 | 6 | 17 | 36-60  | 39     |
| 16   | Wigry II Suwałki            | 34 | 11 | 3 | 20 | 67-73  | 36     |
| 17   | MKS Mielnik                 | 34 | 8  | 4 | 22 | 51-85  | 28     |
| 18   | Piast Białystok             | 34 | 3  | 3 | 28 | 36-114 | 12     |

## Klasa Okręgowa - VI poziom rozgrywkowy
Grupa I
| Poz. | Drużyna                 | M  | Z  | R | P  | Bramki | Punkty |
| ---- | ----------------------- | -- | -- | - | -- | ------ | ------ |
| 1    | Promień Mońki           | 24 | 19 | 3 | 2  | 77-19  | 60     |
| 2    | Hetman Białystok        | 24 | 19 | 3 | 2  | 66-12  | 60     |
| 3    | Orlęta Czyżew           | 24 | 15 | 2 | 7  | 47-30  | 47     |
| 4    | Kolejarz Czeremcha      | 24 | 13 | 4 | 7  | 45-27  | 43     |
| 5    | Tur II Bielsk Podlaski  | 24 | 12 | 5 | 7  | 40-34  | 41     |
| 6    | Korona Dobrzyniewo Duże | 24 | 10 | 6 | 8  | 43-31  | 36     |
| 7    | Husar Nurzec            | 24 | 11 | 3 | 10 | 42-49  | 36     |
| 8    | Krypnianka Krypno       | 24 | 9  | 5 | 10 | 52-41  | 32     |
| 9    | KS II Michałowo         | 24 | 9  | 4 | 11 | 33-36  | 31     |
| 10   | Gryf Gródek             | 24 | 8  | 1 | 15 | 30-59  | 25     |
| 11   | Pasja Kleosin           | 24 | 3  | 5 | 16 | 26-65  | 14     |
| 12   | Bocian Boćki            | 24 | 3  | 2 | 19 | 25-74  | 11     |
| 13   | COKIS Ciechanowiec      | 24 | 3  | 1 | 20 | 23-72  | 10     |
| 14   | Pionier Brańsk          |    |    |   |    |        |        |

- Pionier Brańsk wycofał się przed rozpoczęciem rozgrywek.
- KS II Michałowo wycofał się po sezonie.

Grupa II
| Poz. | Drużyna                        | M  | Z  | R | P  | Bramki | Punkty |
| ---- | ------------------------------ | -- | -- | - | -- | ------ | ------ |
| 1    | Sparta Augustów                | 26 | 26 | 0 | 0  | 104-12 | 78     |
| 2    | Pomorzanka Sejny               | 26 | 16 | 4 | 6  | 58-34  | 52     |
| 3    | Jasion Jasionówka              | 26 | 15 | 5 | 6  | 55-30  | 50     |
| 4    | Sudovia Szudziałowo            | 26 | 13 | 5 | 8  | 52-42  | 44     |
| 5    | Narew Choroszcz                | 26 | 10 | 7 | 9  | 35-40  | 37     |
| 6    | UM Krynki                      | 26 | 10 | 6 | 10 | 50-42  | 36     |
| 7    | Kora Korycin                   | 26 | 10 | 5 | 11 | 57-47  | 35     |
| 8    | Supraślanka Supraśl            | 26 | 10 | 4 | 12 | 51-51  | 34     |
| 9    | Pogranicze Kuźnica Białostocka | 26 | 8  | 7 | 11 | 34-41  | 31     |
| 10   | LZS Studzianki                 | 26 | 7  | 6 | 13 | 30-45  | 27     |
| 11   | BKS Jagiellonia Białystok      | 26 | 7  | 6 | 13 | 26-46  | 27     |
| 12   | Victoria Jedwabne              | 26 | 7  | 4 | 15 | 49-67  | 25     |
| 13   | Podlasiak Knyszyn              | 26 | 6  | 2 | 18 | 19-81  | 20     |
| 14   | Skra Wizna                     | 26 | 4  | 5 | 17 | 29-71  | 17     |

## Klasa A - VII poziom rozgrywkowy
Grupa I
| Poz. | Drużyna            | M  | Z  | R | P  | Bramki | Punkty |
| ---- | ------------------ | -- | -- | - | -- | ------ | ------ |
| 1    | Sokół 1946 Sokółka | 15 | 13 | 0 | 2  | 57-14  | 39     |
| 2    | GKS Stawiski       | 16 | 8  | 2 | 6  | 39-26  | 26     |
| 3    | Rospuda Filipów    | 15 | 8  | 1 | 6  | 34-27  | 25     |
| 4    | Polonia Raczki     | 16 | 6  | 3 | 7  | 23-38  | 21     |
| 5    | Grab Janówka       | 16 | 0  | 2 | 14 | 11-69  | 2      |

- Drużyna Sokoła Sokółka rozpoczęła rozgrywki od najniższej klasy rozgrywkowej, zmiana nazwy na Sokół 1946 Sokółka.
- Drużyny rozegrały podwójną liczbę meczów, czyli 16 kolejek.
- W następnym sezonie zmiana z grupy I na II grupę Klasy A.

Grupa II
| Poz. | Drużyna                     | M  | Z  | R | P  | Bramki | Punkty |
| ---- | --------------------------- | -- | -- | - | -- | ------ | ------ |
| 1    | Orzeł Tykocin               | 18 | 13 | 5 | 0  | 73-27  | 44     |
| 2    | KS Sokoły                   | 18 | 8  | 8 | 2  | 41-28  | 32     |
| 3    | Żubr Drohiczyn              | 18 | 9  | 4 | 5  | 68-33  | 31     |
| 4    | Ruch II Wysokie Mazowieckie | 18 | 8  | 3 | 7  | 32-32  | 27     |
| 5    | Orzeł Kleszczele            | 18 | 8  | 3 | 7  | 28-31  | 27     |
| 6    | Sparta 1951 II Szepietowo   | 18 | 7  | 4 | 7  | 30-35  | 25     |
| 7    | GKS Orla                    | 18 | 6  | 6 | 6  | 37-36  | 24     |
| 8    | Iskra Wyszki                | 18 | 7  | 2 | 9  | 22-41  | 23     |
| 9    | Znicz Suraż                 | 18 | 3  | 5 | 10 | 22-51  | 14     |
| 10   | Iskra Narew                 | 18 | 0  | 2 | 16 | 24-63  | 2      |

- Orzeł i KS Sokoły w przyszłym sezonie zagrają w I grupie Klasy Okręgowej.
- W następnym sezonie zmiana z grupy II na I grupę Klasy A.
- Ruch II Wysokie Maz., Sparta II Szepietowo wycofały się po zakończeniu sezonu.
- Zmiana nazwy COKiS Ciechanowiec na Unia Ciechanowiec.

## Puchar Polski - rozgrywki okręgowe
- Finał, Dąbrowa Białostocka, 1.06.2016r. - Dąb Dąbrowa Białostocka : ŁKS 1926 Łomża 0:3 (vo)

Drużyna z Dąbrowy zrezygnowała z gry.